# Greven af Luxemburg
Greven af Luxemburg er en stumfilm fra 1910 produceret af Fotorama og instrueret af Gunnar Helsengreen. Filmen er baseret på Franz Lehárs operette fra 1909 af samme navn med tekst af Robert Bodanzky, Leo Stein og Alfred Maria Willner.
Skuespillerne i filmatiseringen af operetten var Fotoramas faste medvirkende. Hovedrollen som greven blev spillet af Aage Fønss. 
Filmen havde dansk biografpremiere den 24. januar 1910 i Løvebiografen

## Handling
Den letsindige grev Reneé af Luxemburg er forgældet, men lever et sorgløst og muntert liv. Han får et tilbud af den ældre Fyrst Basilowitsch, der har lagt en plan. Fyrsten er inderligt forelsket i en ung operasangerinden, men han kan ikke gifte sig med en borgerlig uden at miste sin titel. Han tilbyder derfor greven 500.000 franc for at gifte sig med den unge sangerinde, som på den måde bliver adelige. Greven må dog ikke se "hustruen", og han skal lade sig skille fra hende efter tre måneder, hvorefter fyrsten kan gifte sig med hende. Greven accepterer, og parret bliver gift uden at se og kende hinanden. Greven er dog særdeles interesseret i den unge operasangerinde uden at vide, at det er hans hustru. 
Hemmeligheden afsløres for greven, og det lykkedes de to at få hinanden, og fyrsten må acceptere, at den snedige plan ikke lykkedes.

## Medvirkende
- Aage Fønss - Reneé, greve af Luxemburg
- Alfred Cohn - Fyrst Basil Basilowitsch
- Aage Schmidt - Armand, Brissard
- Marie Niedermann - Angele Didier
- Jenny Roelsgaard - Juliette Wermont
- Martha Helsengreen - Grevinde Staza Kokozow
- Aage Bjørnbak - Tjener
- Johannes Rich - Tjener
- Peter Kjær - Tjener
- Alfred Arnbak - Tjener
- Peter Jørgensen - Tjener